# Surazomus chiapasensis
Espèce
Surazomus chiapasensis est une espèce de schizomides de la famille des Hubbardiidae.

## Distribution
Cette espèce est endémique du Chiapas au Mexique. Elle se rencontre vers Arriaga.

## Description
Le mâle holotype mesure 3,60 mm et les femelles paratypes de 2,76 à 3,76 mm.

## Systématique et taxinomie
Cette espèce a été décrite par Monjaraz-Ruedas, Prendini et Francke en 2020.

## Étymologie
Son nom d'espèce, composé de chiapas et du suffixe latin -ensis, « qui vit dans, qui habite », lui a été donné en référence au lieu de sa découverte, le Chiapas.

## Publication originale
- Monjaraz-Ruedas, Prendini & Francke, 2020 : « First species of Surazomus (Schizomida: Hubbardiidae) from North America illuminate biogeography of shorttailed whipscorpions in the New World. » Arthropod Systematics and Phylogeny, vol. 78, no 2, p. 245–263.